# 사랑의 물방울
〈사랑의 물방울〉(일본어: 恋のしずく)는 일본의 여가수 이토 유카리의 싱글로서, 1968년 1월 20일 발매되었다. (7" Vinyl: BS-777) B사이드 곡은 〈당신이 한 말〉(あなたの言った言葉 아나타노잇타코토바[*])이다. 두 곡의 작사, 작곡, 편곡자는 동일하며, 작사는 야스이 카즈미(安井かずみ)가, 작곡은 히라오 마사아키(平尾昌晃), 편곡은 모리오카 켄이치로(森岡賢一郎)가 맡았다.
발매된 지 1개월만에 처음 오리콘 싱글 차트 1위에 올랐으며, 차트에서 모두 5번 1위를 기록했다. 또한 여가수로서는 처음으로 오리콘 차트에서 1위를 기록한 음반이 되며, 1968년에 열린 제 10회 일본레코드대상에서 모리오카는 이 곡으로 편곡상을 수상했다.
〈사랑의 물방울〉은 1969년 니시다 사치코(西田佐知子)에 의해 리메이크 되기도 했다.

## 수록곡
| #            | 제목                                      | 작사          | 작곡            | 편곡              | 재생 시간 |
| ------------ | ----------------------------------------- | ------------- | --------------- | ----------------- | --------- |
| 1.           | 〈〈사랑의 물방울〉〉 (恋のしずく)        | 야스이 카즈미 | 히라오 마사아키 | 모리오카 켄이치로 | 3:27      |
| 2.           | 〈〈당신이 한 말〉〉 (あなたの言った言葉) | 야스이 카즈미 | 히라오 마사아키 | 모리오카 켄이치로 | 3:24      |
| 총 재생 시간 | 총 재생 시간                              | 총 재생 시간  | 총 재생 시간    | 총 재생 시간      | 6:51      |